# Temple (Oklahoma)
Temple es un pueblo ubicado en el condado de Cotton en el estado estadounidense de Oklahoma. En el año 2010 tenía una población de 	1002 habitantes y una densidad poblacional de 294,71 personas por km².

## Geografía
Temple se encuentra ubicado en las coordenadas 34°16′16″N 98°14′5″O / 34.27111, -98.23472 (34.271175, -98.234785).

## Demografía
Según la Oficina del Censo en 2000 los ingresos medios por hogar en la localidad eran de $18,864 y los ingresos medios por familia eran $24,688. Los hombres tenían unos ingresos medios de $26,806 frente a los $17,708 para las mujeres. La renta per cápita para la localidad era de $12,448. Alrededor del 29.5% de la población estaban por debajo del umbral de pobreza.